# John Henry Lake
John Henry Lake (27 de julho de 1877 — data de morte desconhecido) foi um ciclista olímpico estadunidense. Representou sua nação em dois eventos nos Jogos Olímpicos de Verão de 1900, onde conquistou uma medalha de bronze na prova de velocidade.